# ボンベ

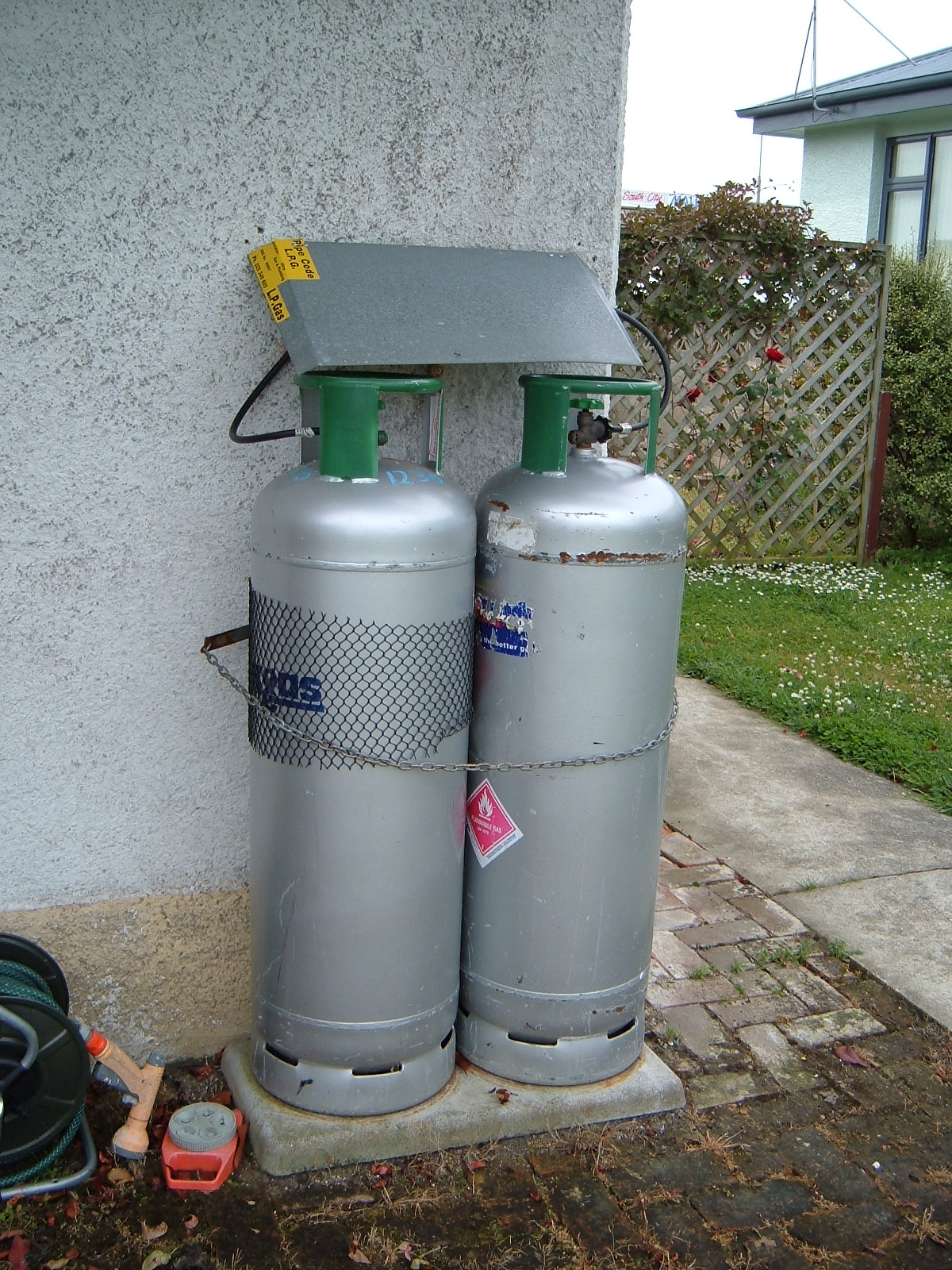
LPGボンベ（ニュージーランド）

ボンベ（英: cylinder、独: flasche）, シリンダー, またはフラッシュとは、気体や液体を貯蔵したり運搬したりする際に用いられる、完全密閉が可能な容器のこと。
噴霧器に接続して塗料などを散布する際に用いられる空気圧を利用するためのエアボンベなど特定の気体の運搬を目的としない容器をいうこともある。
日本語での語源については、ドイツ語の「Bombe」に由来するという説がある（後述）。

## 用途
- 工業用（パージ用、雰囲気用、製品封入用、乾燥用、支燃用、空気遮断用など）
- 呼吸用（酸素欠乏場所での活動、潜水活動、ガスマスクが必要な環境での活動など）
- 医療用（酸素吸入、麻酔）
- 燃料用
- ガスの圧力を用いた動力源（噴霧器、消火器、ビールサーバー） - 対象物の品質保持などの目的を兼ねることがある

## 語源
元々ドイツ語の「ボンベ（ドイツ語：Bombe）」は「爆弾」の意味である。
化学者の山崎昶によれば、「ドイツ語では正式には「Gasflasche」というらしいのですが，普通の研究室では「Bombe」で，日本語もこのまま使っています．」とのこと。
古沢典男・石綿敏雄『外来語の起源』（1979年、角川書店）によると、「ボンベ」の和訳は1873年（明治6年）の『官許独和辞典』では砲碌玉（ほうろくだま）であったが、1934年（昭和9年）の『国民百科大辞典』では鉄製の容器と既に意味が転化している。
アメリカで日本人研究者が水素を充填したボンベというつもりで「hydrogen bomb」を要求して核爆弾と間違われたという笑い話がある。

## 高圧ガス容器

### 種類
高圧ガス容器の種類は、継目なし容器、溶接容器、複合容器に分けられる。
- 継目なし容器（シームレス容器）
  - 継目なし容器（シームレス容器）の用途には、産業用、医療用、食品用、飲料用、燃料用、救助用、スクーバ用、消火用などがある[4]。
  - 製造方法の違いにより、マンネスマン方式（M式、スパンタイプ）、エルハルト方式（E式、ビレットピアシングタイプ）、カッピング方式に分けられる[3]。
  - 構造の違いにより、凹形底（あげ底）片口容器、凸形底（丸底）片口容器、両口容器に分けられる[3]。
- 溶接容器
  - フロン回収用、液化アンモニア、液化塩素などに用いられる[5]。
- 複合容器
  - 一般複合容器（FRP容器）には、金属ライナー製一般複合容器や液化石油ガス用プラスチックライナー製一般複合容器がある[6]。

なお、金属製で半導体の製造など高純度の物質を扱う場合に用いられる、内部に研磨加工を施し、内容物の純度を保つように設計された容器にクリーンボンベがある。

### 運搬
工場や建設現場でのガスボンベの運搬には専用のボンベ運搬車が用いられる。

### 使用
ボンベはガスの種類によって立てた状態か斜めに傾けた状態で用いる。バルブに圧力調整器等を取り付けてから専用の器具で開栓するが、ガスの種類によってはバルブを全開にしてはならないものもある。

### 表示

#### 日本
日本では高圧ガスを充填するための容器は容器保安規則（昭和41年5月25日、旧通商産業省令第50号）第10条第1項第1号で高圧ガスの種類に応じて容器の表面積の2分の1以上について次の塗色を行うものとされている。
- 酸素ガス…黒色
- 水素ガス…赤色
- 液化炭酸ガス…緑色
- 液化アンモニア…白色
- 液化塩素…黄色
- アセチレンガス…褐色
- その他の種類…ねずみ色

ただし、規制緩和により「水素ガスを充填する容器のうち圧縮水素自動車燃料装置用容器、国際圧縮水素自動車燃料装置用容器及び圧縮水素二輪自動車燃料装置用容器」及び「その他の種類の高圧ガスを充填する容器のうち着色加工していないアルミニウム製、アルミニウム合金製及びステンレス鋼製の容器、液化石油ガスを充填するための容器並びに圧縮天然ガス自動車燃料装置用容器」には適用されない（容器保安規則第10条第1項第1号但書）。実際には液化石油ガス（LPG）については旧規定当時からねずみ色の容器が数多く流通している。また、医療ガスについては、容器の塗色は高圧ガス保安法の容器保安規則に従っているが、配管等の塗色は日本産業規格等で定められおり違いがある（医療ガスについては国際色と違いがあることから、医療用笑気ガスについては医療ガス業会により灰色の上部に青色を重ねて識別する方式が広く行われている）。
内容物が劇物・毒物・可燃物の場合には、さらにその旨をボンベに記載すると同時に所有者をボンベに記載しなければならない。また文字の色が定められている（アンモニアは赤文字、それ以外は白文字）。従って油性マーカーなどで所有者を書くことは違法行為である。

#### ISO
1977年にISO 32（ISO／TC 58）で定められた塗色は、酸素が白色、笑気ガスが青色、二酸化炭素が灰色、ヘリウムが褐色、窒素は黒色、混合ガスは空気が黒と白の縞など構成ガスを示す色を組み合わせたものとしている。

#### 欧米
ガスボンベの色分けは国によってまちまちである（以下は医療ガスの例）。
|          | 酸素 | 笑気   | O2+N2O | 空気   | 窒素 | 炭酸ガス | 吸引   |
| -------- | ---- | ------ | ------ | ------ | ---- | -------- | ------ |
| アメリカ | 緑   | 青     | -      | 黄     | 黒   | グレー   | -      |
| イギリス | 白   | 青     | 青/白  | 白/黒  | 黒   | グレー   | 黄     |
| フランス | 白   | 青     | 青/白  | 白枠黒 | 黒   | グレー   | 緑     |
| ドイツ   | 青   | グレー | -      | グレー | 緑   | グレー   | グレー |

## カセットボンベ
燃料用の液化ブタンを入れた小型のボンベ。カセットボンベを燃料源とする焜炉をカセットコンロと呼ぶ。

### 歴史
カセットコンロは、1968年（昭和43年）に東邦金属株式会社（TOHO）が日本で初めて日本ガス機器検査協会（JIA）の認定を受け、翌年の1969年（昭和44年）に岩谷産業株式会社（イワタニ）が日本で初めて販売を始めた。

### 廃棄
カセットボンベなど可燃性の内容物の使い捨てボンベは、内容物を完全に使い切ったつもりでも内部にガスが残っていることがあり、廃棄処分の際（主にごみ収集車への投入時）、内部に残っているガスに引火、爆発する事故がしばしば起こっているため、処分する際は火の気の無いところでボンベに穴を開けて内部のガスを抜いた後で廃棄することが望ましい。ただ自治体によっては、ガスを使い切ったあと穴を開けずに処分するよう記載しているところも多いので、自分の住んでいる自治体の方法を確認することが必要である。